# Macchi-Castoldi M.C.72
Il Macchi-Castoldi M.C.72 è un idrocorsa (idrovolante da corsa) con configurazione "a scarponi" ideato nel 1930 come l'ultima speranza dell'Italia per la terza vittoria necessaria alla conquista definitiva della prestigiosa Coppa Schneider.

## Storia dell'M.C.72
La preparazione della rivincita italiana cominciava nel 1930. Altissima la posta in gioco: cercare di battere gli inglesi, rimettendo così in gara il blasonato trofeo, e riportare a casa il primato mondiale di velocità, da sempre legato alla manifestazione.
Questo era il compito del R.A.V. (Reparto Alta Velocità) di Desenzano del Garda, che iniziò subito la selezione dei piloti che avrebbero portato in gara il futuro bolide. Intanto a Roma si davano disposizioni per la macchina e il motore; la maggiore esperienza in campo di idrocorsa era sicuramente appannaggio della Fiat per il motore e della Macchi per la cellula e furono queste le due ditte sulle quali si concentrarono gli sforzi che avrebbero portato al motore AS.6 e all'idrocorsa M.C.72.
Il nuovo aereo fu realizzato nei tempi previsti e le prove di collaudo iniziali fecero ben sperare chi su questo aereo aveva puntato tutto. Invece, ben presto si presentarono dei gravi problemi di detonazioni e ritorni di fiamma nel propulsore, e il collaudo risultò molto più lungo e laborioso del previsto. Quando poi le prove di volo costarono la vita di due piloti collaudatori, il 2 agosto al capitano Giovanni Monti in fase di decollo e successivamente al tenente Stanislao Bellini, si capì che l'M.C.72 non sarebbe mai stato pronto per il settembre del 1931.
Persa ogni speranza di rimettere in gioco la Schneider, il R.A.V. ricevette l'ordine perentorio di stabilire il nuovo record di velocità il giorno stesso in cui gli inglesi si sarebbero aggiudicati il trofeo, ma naturalmente era un'impresa impossibile; se l'M.C.72 fosse stato in grado di stabilire il record per quella data, allora avrebbe potuto anche partecipare alla competizione in Inghilterra, cosa che non avvenne.
Il primo record comunque arrivò: il 10 aprile 1933 alle ore 11:00 il Maresciallo Francesco Agello decollava a bordo dell'M.C.72 siglato MM.177 ed effettuava cinque giri del circuito designato sul Lago di Garda alla velocità media di 682,078 km/h; dopo l'ultimo passaggio Agello, resosi conto del successo, si lanciò verso l'idroscalo colmo di spettatori concludendo con una secca virata a coltello come segno di saluto.

Pietro Scapinelli davanti al M.C.72 dopo il suo volo, Ancona 21 ottobre 1933.

Successivamente fu inviata una sezione del Reparto presso Falconara Marittima per nuovi tentativi di record. Il giorno 8 ottobre, utilizzando lo stesso M.C.72 M.M. 177 ma con un motore meno spinto, il tenente colonnello Guglielmo Cassinelli, sul percorso Falconara (località Fiumesino) - porto di Pesaro e ritorno stabilì il record del mondo di velocità sui 100 km con la media di 629,39 km/h, senza prima effettuare voli di prova del percorso con l'idrocorsa. Il successivo 21 ottobre il capitano Pietro Scapinelli, sempre con lo stesso M.C.72 M.M. 177, decollando al largo di Falconara Marittima e seguendo il percorso Porto Recanati - Porto Corsini e ritorno, conquistò la prestigiosa Coppa Blériot, destinata al primo pilota che avesse volato ad almeno 600 km/h per mezz'ora, con la media di 619,37 km/h, nonostante avesse incontrato condizioni meteorologiche avverse che resero difficilissimo anche il decollo a causa del mare grosso.
Il successivo ed ultimo traguardo fu fissato al superamento del muro dei 700 km/h, ed anche questo obiettivo fu raggiunto; il 23 ottobre 1934 Agello, a bordo dell'M.C.72 siglato MM.181, con una velocità media di 709,209 km/h, batté il suo stesso record; quest'ultimo primato rimane da allora imbattuto per quanto concerne la categoria idrovolanti propulsi da motore alternativo. Lo stesso M.C.72 MM.181, l'ultimo rimasto dei cinque esemplari prodotti, è gelosamente custodito nel Museo storico dell'Aeronautica Militare di Vigna di Valle, a Bracciano (Roma).
A causa delle particolari necessità e della unicità delle relative soluzioni applicative, non furono realizzati sviluppi successivi, del motore FIAT AS.6 e dell'aereo.

## Il motore Fiat AS.6

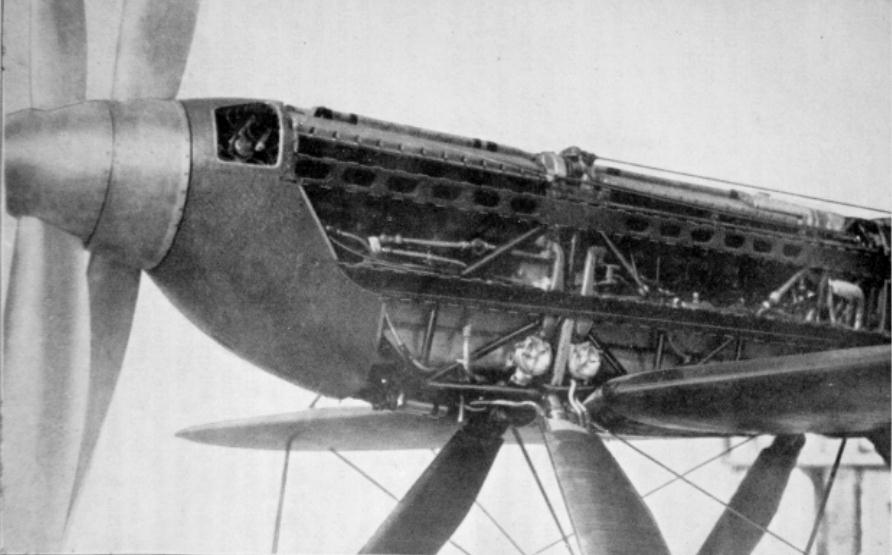
Il motore FIAT AS.6 installato sull'idro MC.72 senza le capote laterali

Era chiaro a tutti che il motore dell'M.C.72 dovesse essere qualcosa di davvero eccezionale: il contratto con la Fiat esigeva un motore con una potenza di 2 300 CV, aumentabile in tempi brevi a 2 800 CV, un peso non superiore agli 840 kg ed un consumo massimo di 250 g/cv/h. Il compito era arduo, in quanto il più potente motore prodotto fino ad allora dalla fabbrica torinese, l'AS.5, già impiegato sull'idrocorsa Fiat C.29, non superava i 1 000 CV; si trattava quindi di più che raddoppiare la potenza e di adottare un riduttore e un turbocompressore, cosa che la Fiat aveva affrontato fino ad allora solo allo stadio sperimentale.
La soluzione fu individuata nell'accoppiamento in tandem di due unità AS.5 conservando dello stesso motore alesaggio, corsa e numero di giri. L'idea di due motori in tandem presentava diversi vantaggi: innanzitutto un ingombro trasversale straordinariamente limitato, la possibilità di sfruttare l'esperienza già acquisita con l'AS.5, il poter sistemare il riduttore tra le due unità, che rimanevano indipendenti l'una dall'altra, e il far passare l'asse elica tra le bancate del motore anteriore.
Inoltre in questo modo si disponeva di una cilindrata davvero considerevole (più di 50 litri), il che avrebbe permesso di raggiungere comodamente la potenza contrattuale senza dover sovralimentare eccessivamente il motore, mantenendo così i consumi eccezionalmente bassi, come richiesto. Nasceva così l'AS.6, una sorta di "doppio motore" con due unità indipendenti nel funzionamento (tanto che venivano avviate separatamente) ma con le eliche coassiali controrotanti. Questo propulsore, come del resto tutti quelli della serie AS, venne progettato dall'ingegnere Tranquillo Zerbi, direttore del Reparto Progetti Speciali della Fiat.

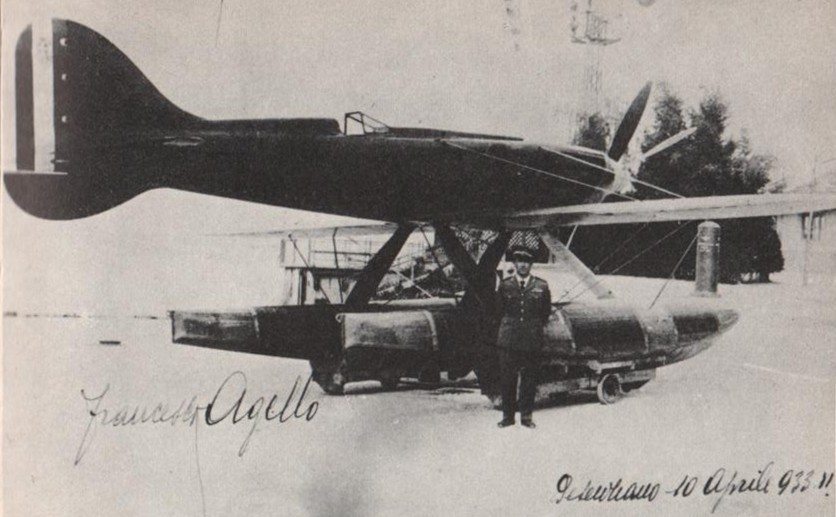
Francesco Agello davanti all'M.C.72, Desenzano 10 aprile 1933.

L'albero a gomiti del motore anteriore non usciva anteriormente in corrispondenza dell'elica, bensì posteriormente dove, mediante ruote dentate che fungevano anche da riduttore, metteva in movimento un albero cavo rotante tra la "V" dei cilindri. Allo stesso modo, il motore posteriore muoveva, tramite ruote dentate, un secondo albero che passava all'interno del primo. I due motori erano montati nel senso avanti-indietro, col risultato di far girare gli alberi, e quindi le eliche, l'uno nel senso opposto dell'altro.
Il combustibile veniva imbarcato all'interno dei galleggianti e arrivava al motore attraverso dei condotti passanti internamente ai sostegni a traliccio degli scafi. Anche i circuiti erano indipendenti e ogni unità pescava il combustibile dal proprio galleggiante/serbatoio; in questo modo si evitava che, dopo un tempo di volo prolungato, ci si trovasse con un serbatoio pieno ed uno vuoto, situazione che avrebbe originato fastidiosi squilibri.

## Caratteristiche tecniche del Fiat AS.6 (versione anno 1934)
- Architettura: 24 cilindri a V di 60°
- Raffreddamento: a liquido
- Cilindrata totale: 50,256 litri
- Alesaggio: 138 mm
- Corsa: 140 mm
- Rapporto di compressione: 7:1
- Velocità media del pistone: 15,4 m/s
- Alimentazione: carburatore aspirato ad otto corpi
- Distribuzione: 4 valvole per cilindro, 2 alberi a camme per ogni bancata
- Accensione: doppia, a quattro magneti
- Sovralimentazione: compressore centrifugo ad uno stadio
- Velocità di rotazione del compressore: 19000 giri/min
- Pressione di sovralimentazione: 1,82 bar
- Riduttore: coppie di ingranaggi a dentatura cilindrica
- Rapporto di riduzione: 0,6
- Peso a secco: 930 kg
- Potenza massima: 3100 CV a 3300 giri/min
- Rapporto peso/potenza: 0,3 kg/cv

## Eliche coassiali controrotanti

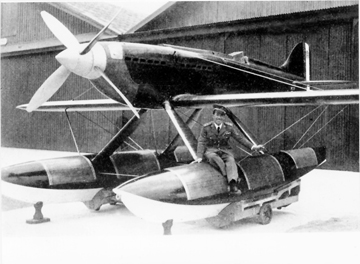

L'ingegner Mario Castoldi aveva pensato all'idea di due eliche coassiali controrotanti già alla Schneider del 1929, quando risaltarono agli occhi di tutte le difficoltà degli idrocorsa in fase di decollo. L'elica, infatti, ruotando attorno al proprio asse, produce (per la Terza Legge della Dinamica) un momento meccanico di reazione che tende a far rollare il velivolo nel senso opposto a quello di rotazione dell'elica stessa. Se, durante la corsa di decollo di un aeroplano "terrestre", tale momento meccanico può essere assorbito dall'ammortizzatore della gamba del carrello, in un idrovolante a scarponi avviene lo sprofondamento di un galleggiante rispetto all'altro e questo comporta un notevole squilibrio in termini di resistenza idrodinamica.
Con l'aumento della potenza dei motori si rendeva necessaria l'adozione di galleggianti sempre più grandi che potessero opporre una adeguata resistenza al rollio indotto senza sprofondare eccessivamente; i galleggianti sovradimensionati però, una volta in volo, producevano una resistenza aerodinamica notevole.
L'adozione di due eliche coassiali controrotanti, soprannominata poi elica "birotativa", ha tra i tanti vantaggi quello di azzerare il momento meccanico di reazione, in quanto il momento meccanico generato dalla rotazione di un'elica viene contrastato dalla rotazione dell'altra. Questo ha sicuramente reso il velivolo meno difficile da pilotare, sia in volo che in flottaggio, ed ha inoltre consentito di adottare galleggianti meno voluminosi.
Il fatto poi che la lunghezza delle pale fosse ripartita tra due eliche ridusse il diametro del disco, il che offrì due ulteriori vantaggi: in primo luogo scongiurò il pericolo che le estremità delle pale raggiungessero velocità supersoniche ad elevati regimi di rotazione del motore, ed in secondo luogo ridusse la superficie del disco stesso, migliorando la penetrazione aerodinamica dell'aereo.
Altro vantaggio aerodinamico era il fatto che l'idrocorsa veniva investito da una corrente d'aria non turbolenta, come per i monoelica, bensì da una corrente pressoché lineare, il che evitava anche che i gas di scarico venissero deviati verso l'abitacolo, causando problemi sia di respirazione sia di visibilità al pilota per annerimento del parabrezza. Oltretutto, un disco con un diametro così ridotto non avrebbe sicuramente interferito in alcun modo con l'onda prodotta dagli scafi durante il movimento in acqua.

## Tecnica

### Ali e impennaggi
L'ala era realizzata in duralluminio, piuttosto spessa ed a profilo biconvesso, simmetrico, e completamente coperta da un radiatore alare costituito da tubetti d'ottone in modo da utilizzare quasi tutta la superficie esterna del velivolo per raffreddare il motore.
Gli impennaggi di coda erano a croce, come nei modelli veloci Macchi.

### Fusoliera
Nella parte anteriore e centrale la fusoliera era in metallo mentre la coda era realizzata in legno. Buona parte della lunghezza della fusoliera era occupata dal complesso motore che era sostenuto da un castello nel quale si innestavano le gambe di forza dei galleggianti e le semiali.
Le gambe di forza dei galleggianti erano in legno e duralluminio e la loro superficie anteriore era quasi completamente coperta dai radiatori per l'olio e per l'acqua.

### Raffreddamento
Uno dei problemi più seri per il funzionamento del prestante motore era il raffreddamento, scrive Castoldi in una intervista del 1942:
«La circolazione dell'acqua avveniva sotto pressione, tenuta da speciali valvole sensibilissime comandate da una serie di capsule barometriche. Senza valvole, all'avvicinarsi della temperatura dell'acqua ai 90° le pompe si disinnescano e cessano di dare portata. Mettendo il circuito sotto pressione si impedisce all'acqua di bollire e le pompe stanno adescate anche a temperatura superiore ai 100 gradi, temperatura che è in correlazione colla pressione alla quale sono tarate le valvole.
Credo che il sistema di raffreddamento con circolazione d'acqua sotto pressione sia stato per l'appunto usato per la prima volta sull'M.C.72»
(Mario Castoldi, “L'Ala d'Italia” numero 7:1-15 aprile 1942 – XX, pagine 9-12)

## Revisione
L'Aeronautica Militare, in vista dei festeggiamenti per il 100º anniversario (28 marzo 2023 - 28 marzo 2024), ha stipulato un contratto con l'associazione "Il Magnete" per poter revisionare il motore e farlo tornare funzionante. Il motore è stato consegnato il 25 ottobre 2021 all'Associazione e preso in carico direttamente dal Presidente Leonardo Sordi il quale si occuperà personalmente del delicato incarico.
Il giorno 22 Ottobre 2023, presso l'idroscalo di Desenzano del Garda, nell'ambito di una manifestazione celebrativa, il motore Fiat A6 restaurato è stato messo in moto alla presenza del pubblico. Al termine dell'evento il pubblico presente ha potuto avvicinarsi al motore stesso per visionarlo da vicino. A poche decine di metri dal motore era visibile la riproduzione NON VOLANTE in scala 1:1 dell'idrocorsa MC72.